# Partido Republicano Autónomo Navarro
El Partido Republicano Autónomo Navarro (PRAN) fue creado el 23 de mayo de 1914 por Gregorio Huder, siguiendo el paso a otros PRA en otras partes de España.
Fue creado el mismo año que su homólogo aragonés, pero no tenía prensa de divulgación propia por lo que utilizó la del PRA Aragonés, La Idea (1914) y El Ideal de Aragón (1915) que llegaron a Pamplona y Tudela.
En 1926 se sumó al manifiesto de Alianza Republicana. El partido mantuvo su actividad incluso durante la dictadura de Primo de Rivera.
Mariano Ansó, miembro entonces del PRAN, fundó junto con otros miembros del Círculo Republicano de Pamplona el semanario La República en 1930. Su sede se encontraba en la plaza del Castillo. Aún reconociendo el antirrepublicanismo del clero mantuvo carácter confesional católico.
Juan Echepare Aramendía dirigió en 1930 el partido y participó en los preparativos de la Sublevación de Jaca y de la Sublevación de Cuatro Vientos. Por ello fue encarcelado en Madrid, donde trabó amistad con Alcalá Zamora y con los cabezas de la sublevación.
En 1931 Serafín Huder, hermano de Gregorio junto con otros correligionarios lo reorganizaron y comenzaron a crear agrupaciones por la Ribera, alguna como la de Azagra con más de 200 miembros e incluso una sección juvenil. Siendo en 1931 el partido navarro que más se expandió. Tuvieron presiones del Partido Republicano Radical (PR) para adherirse a ellos, accediendo alguna agrupación como la de Milagro que se adhirió en 1931.
En un manifiesto de diciembre de 1932 el PRAN señalaba que Navarra es reducto y cubil de la reacción más fiera por el influjo del clero, constatando que la Segunda República Española no arraigó en Navarra, abogando por la creación de un Comité de Izquierdas.
El partido se integró en 1934 en Izquierda Republicana.